# Cassero (nautica)

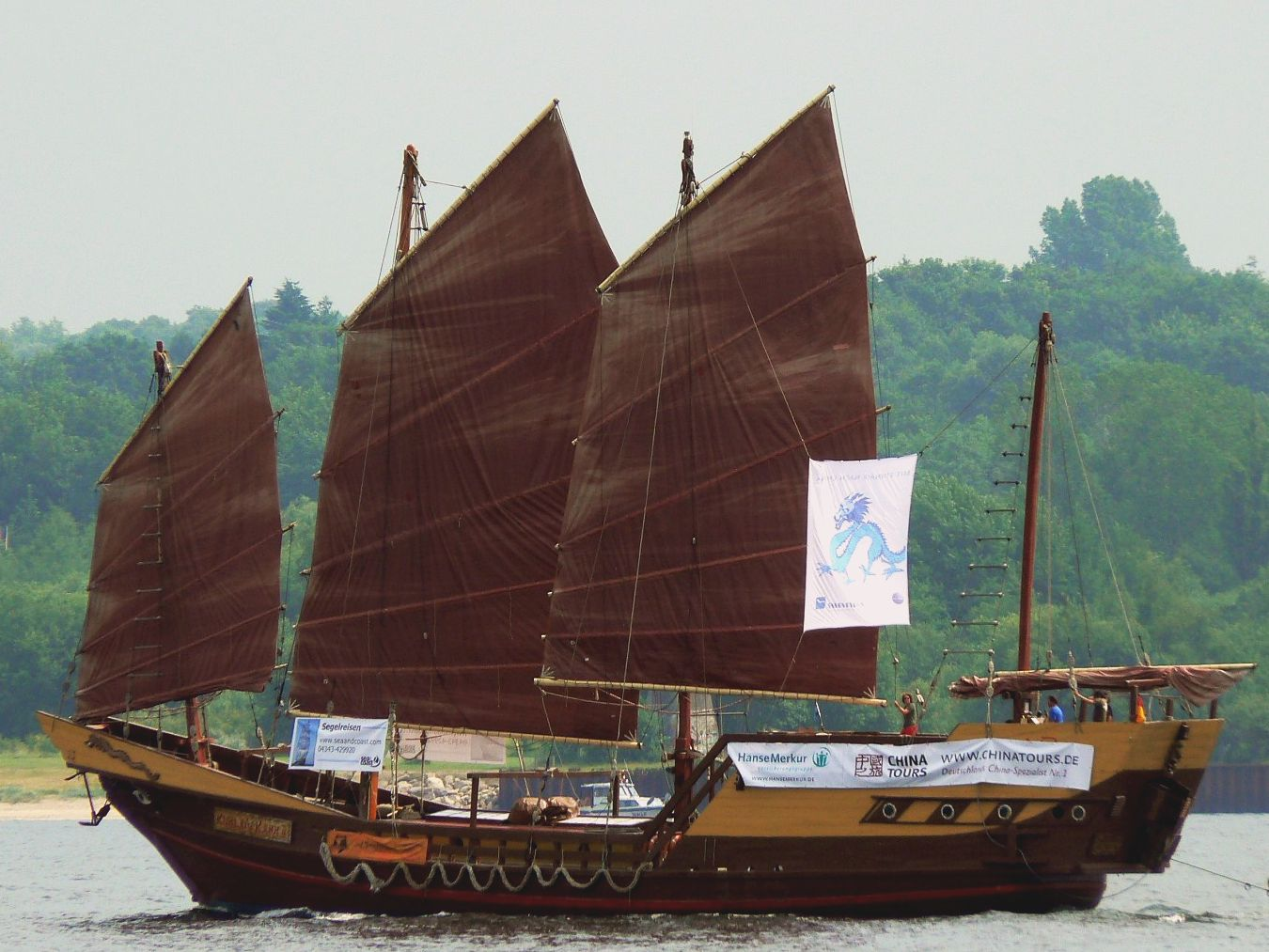
Nave asiatica con cassero a poppa

Sulle navi, il cassero è una sovrastruttura (cioè una struttura sopraelevata rispetto al ponte di coperta) che si estende parzialmente per la lunghezza della nave, ma totalmente per la larghezza della stessa. I suoi limiti trasversali sono cioè costituiti dal prolungamento delle murate. Se la sovrastruttura non si estende per tutta la larghezza della nave, allora si chiama tuga.
A seconda della posizione, si avrà quindi il cassero di poppa, il cassero centrale o il cassero di prua. Il cassero di prua viene anche chiamato castello.
Sui velieri il cassero si estende dalla poppa fino all'albero di mezzana o più spesso fino all'albero maestro. La sua parte prodiera, dotata di ringhiera, costituisce il ponte di comando della nave a vela. Lo spazio coperto dal cassero è solitamente destinato agli alloggi.